# Minvouls flygplats
Minvouls flygplats var en flygplats vid orten Minvoul i Gabon, som stängdes 2016. Den låg i provinsen Woleu-Ntem, i den norra delen av landet, 400 km nordost om huvudstaden Libreville. Minvouls flygplats låg 600 meter över havet. IATA-koden var MVX och ICAO-koden FOGV.